# Teodor Peterek
Teodor Peterek (Schwientochlowitz, 7 november 1910 – Nowa Ruda, 12 januari 1969) was een Pools profvoetballer. Hij speelde vrijwel zijn gehele carrière voor het succesvolle Ruch Hajduki Wielkie en het hieruit ontstane Ruch Chorzów, waar hij uitgroeide tot clubicoon en zich in de kijker speelde voor het Pools voetbalelftal.

## Clubcarrière
Teodor Peterek werd geboren in Schwientochlowitz (het huidige Świętochłowice) in het Duitse Keizerrijk, maar was sinds de aansluiting van Silezië bij de Tweede Poolse Republiek in 1920 Pools inwoner. Vijf jaar hierna begon Peterek met voetballen voor Śląsk Świętochłowice en twee jaar later vertrok hij naar Ruch Hajduki Wielkie.
Nog voor zijn achttiende verjaardag debuteerde Peterek in 1928 voor de hoofdmacht van Ruch tegen ŁKS Łódź, waarin hij gelijk op het scoreformulier kwam. Het was een voorproefje van een glansrijke carrière, want in de volgende elf seizoenen voor Ruch Hajduki Wielkie en het latere Ruch Chorzów scoorde de kopsterke spits 154 competitietreffers in 189 wedstrijden.
In deze voor-oorlogse periode, domineerde Ruch het Poolse voetbal met vijf kampioenschappen tussen 1933 en 1938, met uitzondering van het Ekstraklasa-seizoen van 1937. In 1938 wist Peterek in 16 competitiewedstrijden op rij te scoren, een record dat pas 75 jaar later verbroken zou worden, door Lionel Messi, en wat hem met een totale productie van 21 treffers en de topscorerstitel opleverde. Twee jaar eerder had hij deze titel moeten delen met zijn illustere ploeg- en landgenoot Ernest Wilimowski, toen beiden op 18 doelpunten bleven steken.
Toen de Ekstraklasa van 1939, met Ruch aan de leiding, werd afgebroken door de Duitse inval, en van oorsprong Poolse clubs verboden werd, schreef Peterek zich net als Ruch's andere sterspelers Wilimowski en Gerard Wodarz in als zogeheten Volksduitser. Hierdoor mocht Peterek in competitieverband blijven spelen en dit deed hij net als Wodarz voor Bismarckhütter SV 99, de Duitse vorm van Ruch.
In 1942 moest Peterek, als Volksduitser, verplicht in dienst bij de Wehrmacht. Na twee jaar wist hij te ontsnappen en werd hij gevangen door geallieerde troepen, die hem naar Poolse legertroepen brachten. Met het voetbalelftal van het Poolse leger speelde hij 88 vriendschappelijke wedstrijd, alvorens vanaf het einde van de oorlog in Frankrijk te zullen verblijven. In 1947 keerde hij terug naar Polen en in het seizoen 1948 speelde Peterek, op 38-jarige leeftijd, nog één laatste wedstrijd voor 'zijn' Ruch. In deze laatste wedstrijd wist hij nog één laatste keer te scoren, alvorens een punt achter zijn carrière te zetten.

## Internationale carrière
Peterek debuteerde op 23 augustus 1931 voor Polen in de wedstrijd tegen Roemenië (2-3 verlies). Ook was Mietlorz onderdeel van de Poolse ploeg die zonder de geschorste Wilimowski op de Olympische Spelen van 1936 een vierde plek behaalde. De Spelen in Berlijn was de enige eindronde die Peterek in internationaal verband speelde, want op het WK van 1938 in Frankrijk kregen Fryderyk Scherfke, de gebroeders Wilhelm en Ryszard Piec en zijn ploeggenoten Wodarz en Wilimowski de voorkeur. Datzelfde jaar zou Peterek op 18 september 1938 in Chemnitz zijn laatste interland spelen, tegen Nazi-Duitsland. In deze laatste wedstrijd redde hij wel de eer voor zijn land, door het enige doelpunt te maken in de met 4-1 verloren wedstrijd. In een totaal van 12 interlands scoorde de 1,82 m lange spits 6 doelpunten.

## Trivia
- Hoewel Ruch's aanvallerstduo Peterek-Wilimowski als een van de meest gevaarlijke en gerespecteerde voorhoedes aller tijden in de geschiedenis van de Ekstraklasa wordt gezien, was het zeker niet de sympathiekste. Wilimowski zou de slechte gewoonte hebben gehad om de doelman uit te lachen na zijn doelpunten en Peterek zou na een geredde strafschop ooit modder in het gezicht van een keeper gegooid hebben.